# Шонин, Георгий Степанович
Гео́ргий Степа́нович Шо́нин (3 августа 1935, Ровеньки — 6 апреля 1997, Звёздный городок) — советский космонавт № 17. Герой Советского Союза (22 октября 1969). Генерал-лейтенант авиации (1985). Почётный гражданин городов Вологда, Гагарин, Калуга (Россия); Балта, Одесса, Ровеньки (Украина); Караганда (Казахстан); Бричпорт (США). Президент Федерации воздухоплавательного спорта СССР (1989-1991).

## Биография

### Военное образование
- Окончил 1 класс Одесской спецшколы ВВС № 14 (1951 г.);
- Военно-морское авиационное училище имени Сталина (1957);
- Военно-воздушную инженерную академию имени Н. Е. Жуковского (1968);
- Высшие академические курсы при Военной академии Генерального штаба (ВАГШ) ВС СССР имени К. Е. Ворошилова (1988).
- Кандидат технических наук (1978).

### Прохождение службы в ВВС
В 1957—1960 служил лётчиком, старшим лётчиком в ВВС Балтийского и Северного флотов.
7 марта 1960 был зачислен в первый отряд космонавтов СССР. Юрий Гагарин так характеризовал Шонина: 

В общении прост. Волевой, прямой, честный. Что думает — в себе не таит. Если не нравится, рубит напрямую. Уважают его у нас. Летал хорошо и в простых и в сложных условиях, а случится другому тяжело, последнюю рубашку отдаст.

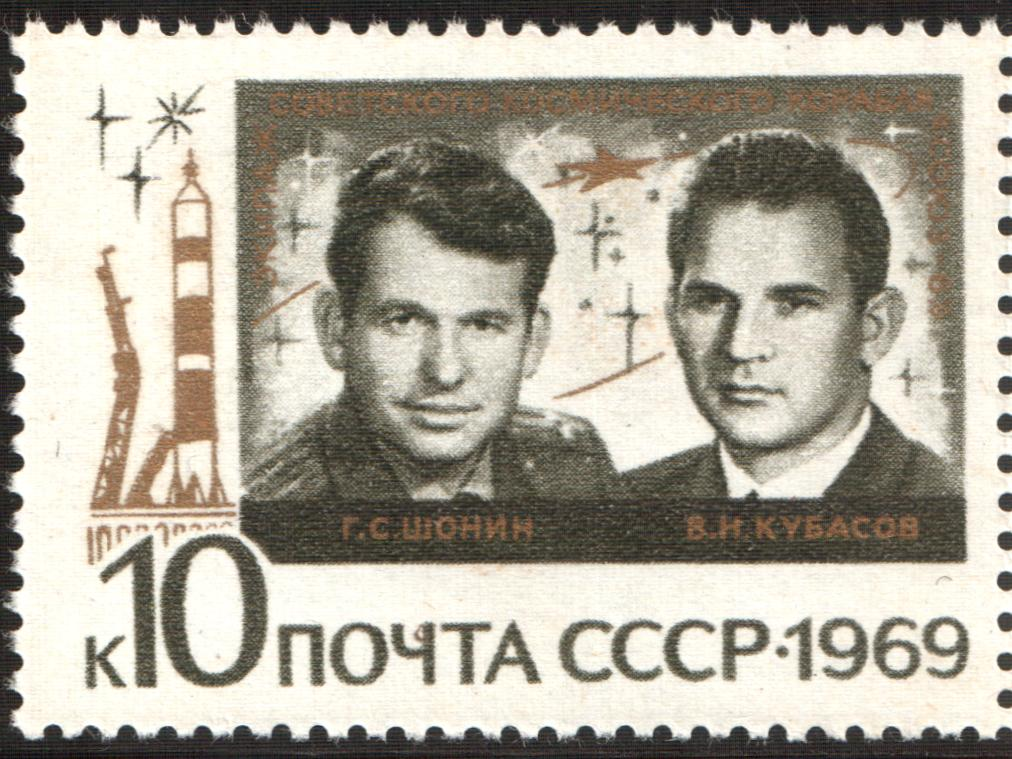
Шонин и Кубасов на почтовой марке СССР

11 октября — 16 октября 1969 участвовал в космическом полёте в качестве командира корабля «Союз-6» (бортинженер — Валерий Кубасов). Продолжительность полёта составила 4 суток 22 часа 42 минуты 47 секунд. Полёт проходил одновременно с полётом космических кораблей «Союз-7» и «Союз-8». Во время полёта впервые в мире были осуществлены эксперименты по проведению сварочных работ в космосе на аппаратуре, разработанной в киевском Институте электросварки имени Е. О. Патона. Также был проведён эксперимент «Факел» по обнаружению запусков баллистических ракет.
Статистика
| # | Стартовый корабль | Старт, UTC        | Экспедиция | Корабль посадки | Посадка, UTC      | Налёт                      | Выходы в открытый космос | Время в открытом космосе |
| - | ----------------- | ----------------- | ---------- | --------------- | ----------------- | -------------------------- | ------------------------ | ------------------------ |
| 1 | Союз-6            | 11.10.1969, 11:10 | Союз-6     | Союз-6          | 16.10.1969, 09:52 | 04 суток 22 часа 42 минуты | 0                        | 0                        |
|   |                   |                   |            |                 |                   | 04 суток 22 часа 42 минуты | 0                        | 0                        |

В 1970—1973 — начальник отдела (военные программы «Алмаз» и «Союз-ВИ») первого управления, в 1976—1979 — начальник второго управления (тренировочная база) Центра подготовки космонавтов. В 1979 отчислен из отряда в связи с переводом на лётную должность в ВВС.
- В 1979—1980 — заместитель командующего 5-й воздушной армией Одесского военного округа.
- В 1980—1983 — заместитель командующего ВВС Одесского военного округа.
- В 1983—1988 — начальник управления Аппарата начальника вооружений ВВС, занимался вопросами опытного строительства и серийных заказов.
- В 1988—1990 — начальник 30-го Центрального НИИ авиационной и космической техники Министерства обороны СССР.
- В 1990 уволен в запас.

### Смерть
Умер 6 апреля 1997 года от сердечной недостаточности.
Похоронен на кладбище села Леониха Щёлковского района Московской области

## Семья
Отец — Шонин Степан Васильевич (1904–1941), служил в фельдсвязи, затем строил Кольскую ГЭС. В первые дни Великой Отечественной войны ушёл на фронт. Пропал без вести.
Мать — Шонина (Пустырская) Софья Владимировна (15.01.1916–06.01.1993). Похоронена на 2-м Христианском кладбище в Одессе.
Брат — Шонин Олег Степанович (24.02.1934–19.02.2017), работал врачом в стоматологической поликлинике. Похоронен на 2-м Христианском кладбище в Одессе рядом с матерью.
Сестра — Рубан (Шонина) Джульетта Степановна (род. 30.06.1941), работала медсестрой в поликлинике.

### Жены и дети
- Шонина (Шумилова) Лидия Фёдоровна, (18.01.1934-08.02.2009), работала радиотехником в Доме космонавтов Звездного городка.
  - Дочь (приемная) — Шонина (Куклина) Нина Георгиевна, (10.09.1955 — 10.02.1990).
  - Сын — Шонин Андрей Георгиевич, род. 22.05.1961, летчик гражданской авиации.
  - Дочь — Шонина Ольга Георгиевна, род. 23.05.1970.
- Жена бывшая — Шонина (Атрашенко) Людмила Валентиновна, род. 15.01.1937, член Комитета литераторов при Литературном фонде СССР.
  - Сын — Шонин Антей Георгиевич, род. 04.02.1979.
- Жена — Шонина Галина Аркадьевна, секретарь начальника военторга ЦПК.

## Воинские звания
- Лейтенант (2.02.1957).
- Старший лейтенант (20.02.1959).
- Капитан (22.02.1961).
- Майор (19.09.1963).
- Подполковник (4.04.1966).
- Полковник (15.10.1969).
- Генерал-майор авиации (27.10.1977)
- Генерал-лейтенант авиации (5.11.1985)

## Награды
- Медаль «Золотая Звезда» Героя Советского Союза и орден Ленина (22 октября 1969 года);
- орден Октябрьской Революции (30 декабря 1990);
- орден Трудового Красного Знамени (15 октября 1976);
- орден Красной Звезды (17 июня 1961);
- десять юбилейных медалей;
- медаль «25 лет Народной власти» (НРБ, 07.09.1969);
- медаль «50 лет Коммунистической партии Чехословакии» (ЧССР);
- медаль Дружба (Монголия);
- медали МНР;
- медали ЧССР;
- Заслуженный мастер спорта СССР (1969)

## В филателии
- Марка Почты СССР, 1969 г
- Марка Почты Луганской Народной Республики, 2018 г[6].